# Anomoeotes nuda
Anomoeotes nuda là một loài bướm đêm thuộc họ Anomoeotidae. Loài này có ở châu Phi.